# Birmingham Bulls (WHA)
Die Birmingham Bulls waren ein Eishockeyteam aus Birmingham, Alabama, das von 1976 bis 1979 in der nordamerikanischen World Hockey Association (WHA) sowie von 1979 bis 1981 in der Central Hockey League aktiv war. Das Franchise war ursprünglich 1972 in Ottawa gegründet worden und trug den Namen Ottawa Nationals. Nach einem Jahr zog das Team nach Toronto und spielte dort drei Jahre als Toronto Toros.

## Geschichte
Der Besitzer John F. Bassett hatte sich mit Birmingham einen Standort ausgesucht, der in der Vergangenheit noch keine Berührung mit dem großen Eishockey gehabt hatte. Knapp 8.500 Zuschauer im Schnitt zeigten, dass man den richtigen Standort ausgewählt hatte. Das Team spielte im Birmingham-Jefferson Civic Center, das 16.753 Zuschauern Platz bot. Nachdem sich der Stier, den die Toros als Wappentier hatten, auch bei den Bulls einsetzen ließ, verwandte man die alten Trikots aus Toronto.
Im Team waren mit Frank Mahovlich und Václav Nedomanský die beiden Topstars der Vorsaison aus Toronto. Bester Scorer war Mark Napier der auch mit den Toros umgezogen war. Die Mannschaft, die in der Vorsaison in Toronto schwer enttäuscht hatte, spielte in der ersten Saison in Alabama besser, was jedoch nicht für eine Playoff-Teilnahme reichte.
In der zweiten Spielzeit 1977/78 konnte man den Zuschauerschnitt fast halten und erreichte erstmals die Playoffs. Das Team bekam den Spitznamen Baby Bulls, da man verstärkt auf junge talentierte Spieler setzte, die noch nicht in der NHL spielberechtigt waren. Unter ihnen waren Ken Linseman und Rod Langway, der sich später zu einem der stärksten NHL-Verteidiger entwickeln sollte. Man musste früh in der Saison den Abgang von Václav Nedomanský verkraften, der zu den Detroit Red Wings in die NHL wechselte. Führend waren die Bulls in der Strafzeiten-Statistik. Dort belegten vier Spieler der Bulls, mit je über 240 Strafminuten, die ersten Plätze. Darunter Dave Hanson, der im Film Slap Shot einen der Hanson-Brüder darstellte. Enttäuschend für die Bulls war sicherlich auch die Tatsache, dass es bei den Verhandlungen mit der NHL nie ein Thema war das Team aus Birmingham in die NHL aufzunehmen. Nachdem die Atlanta Flames sich nicht wie erhofft entwickelten, spielte ein weiteres Team im Südosten nie eine Rolle bei den Überlegungen.
Die Unsicherheit über das Weiterbestehen im Sommer 1978 zwang die Verantwortlichen den Trend auf sehr junge Spieler in der Saison 1978/79 fortzusetzen. Torwart Pat Riggin, die Verteidiger Rob Ramage und Craig Hartsburg, sowie die Angreifer Michel Goulet und Rick Vaive waren unter den Baby Bulls der letzten WHA-Saison. Das Team erreichte nicht die Playoffs und die WHA wurde nach Saisonende aufgelöst. Auch wenn das Team in der Geschichte des Franchise zweimal umziehen musste, so gelang es doch, die gesamte Zeit der WHA zu überstehen. Mit Rob Ramage und Michel Goulet spielten zwei ehemalige Spieler bis in die Mitte der 1990er Jahre in der NHL.
Nachdem die WHA 1979 aufgelöst worden war, wechselten die Birmingham Bulls in die Central Hockey League, in der sie noch zwei Jahre verbrachten, ehe sie im Anschluss an die Saison 1980/81 den Spielbetrieb endgültig einstellten. Die Lücke, die die Mannschaft in der Stadt hinterließ, wurde durch die Birmingham South Stars, die ebenfalls in der CHL spielten, gefüllt. In der Saison 1983/84 nahm ein gleichnamiges Team am Spielbetrieb der Atlantic Coast Hockey League teil.

## Bekannte Spieler
- Michel Goulet
- Craig Hartsburg
- Dale Hoganson
- Rod Langway
- Frank Mahovlich
- Václav Nedomanský
- Rob Ramage
- Rick Vaive